# Günther Arndt (Chorleiter)

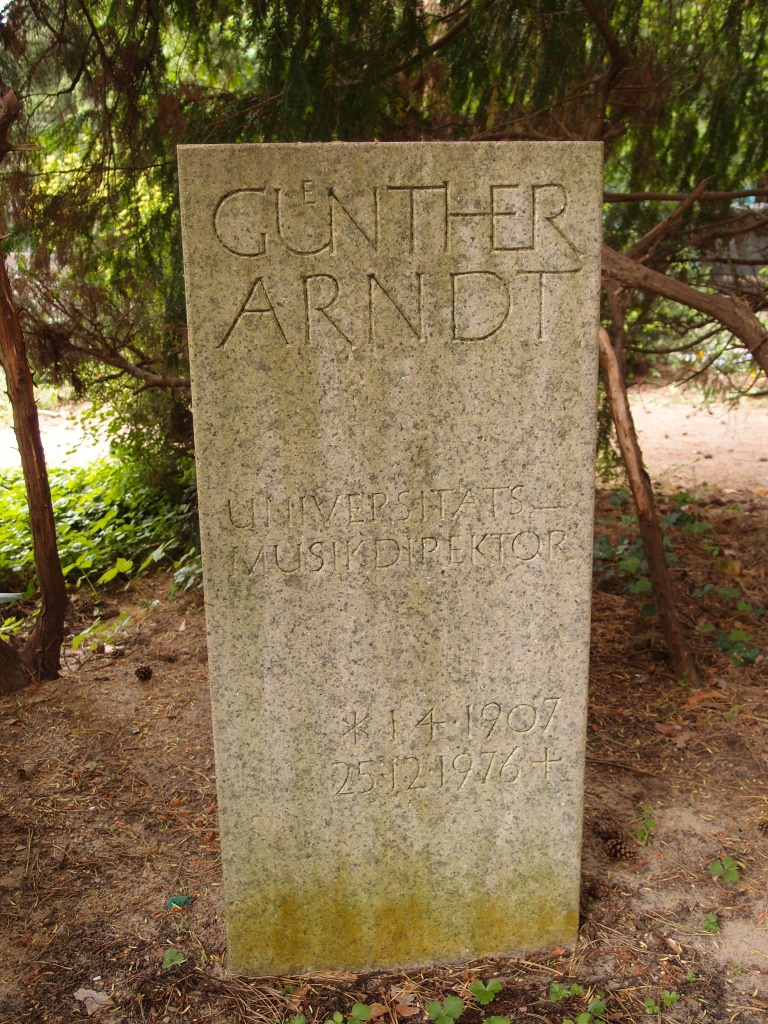
Grab von Günther Arndt auf dem Waldfriedhof Dahlem in Berlin

Günther Arndt (* 1. April 1907 in Charlottenburg; † 25. Dezember 1976 in Berlin) war ein deutscher Chorleiter und Produzent.

## Leben
Nach seinem Schulabschluss absolvierte Arndt ein Studium an der Akademie für Kirchen- und Schulmusik in Berlin. Zunächst hatte er von 1932 bis 1940 den Posten des Leiters des Chors der Berliner Volkshochschule inne, nebenbei war er auch als Musiklehrer an einer Mittelschule beschäftigt und leitete ferner den von ihm gegründeten Heinrich Schütz-Chor Berlin.
Nach dem Kriegsdienst im Zweiten Weltkrieg kam das Wiedererwachen der Musik- und Kunstszene Berlins dem umtriebigen Künstler gerade recht. Seine Rundfunktätigkeit begann er im Berliner Rundfunk in der Masurenallee. Nachdem er bereits maßgeblichen Beitrag an der Erstellung eines Kammermusikrepertoires leistete, wurde er ab 1949 zunächst als Berater für die von der US-amerikanischen Militärverwaltung gegründete Rundfunksender RIAS engagiert. Ebenfalls 1949 gründete er den Berliner Motettenchor, einen gemischten Jugendchor mit ca. 60 Sängerinnen und Sängern.
Arndt beteiligte sich in weiterer Folge maßgeblich an den vom RIAS getragenen Musikvereinigungen. Sein größtes Verdienst war die Leitung des berühmten RIAS Kammerchors, die er achtzehn Jahre, von 1954 bis 1972, innehatte. In dieser Zeit nahm er mit dem auf Schallplatten zeitweise als Günther Arndt-Chor bezeichneten Chor einerseits zahlreiche Schallplattenaufnahmen mit bekannten Sängern, wie zum Beispiel Rudolf Schock auf, andererseits wurden neben dem Standardrepertoire für Kammerchöre auch viele zeitgenössische Werke von Komponisten wie Arnold Schönberg, Hans Werner Henze, Ernst Krenek und Aribert Reimann aufgeführt, von denen einige eigens für den Chor komponiert wurden.
Ab 1964 bis zu seiner Pensionierung 1972 war Günther Arndt künstlerischer Programmleiter und Produzent beim RIAS. 1971 wurde ihm das Große Verdienstkreuz der Bundesrepublik Deutschland verliehen.
Günther Arndt starb 1976 im Alter von 69 Jahren in Berlin. Seine Grabstätte befindet sich auf dem Waldfriedhof Dahlem.